# سيمون جيلز
سيمون جيلز (بالإنجليزية: Simon Gillis)‏ هو منافس ألعاب قوى أمريكي، ولد في 6 أبريل 1880 في نوفا سكوشا في كندا، وتوفي في 14 يناير 1964 في فينيكس في الولايات المتحدة.

## وصلات خارجية
- سيمون جيلز على موقع أوليمبيديا (الإنجليزية)